# Białka Mała
Białka Mała (ukr. Мала Білка) – wieś na Ukrainie, w obwodzie tarnopolskim, w rejonie krzemienieckim.
Przynależność administracyjna przed 1939 r.: gmina Wyszogródek, Powiat krzemieniecki, województwo wołyńskie.